# Beverley Road (metropolitana di New York)
Beverley Road è una fermata della metropolitana di New York, situata sulla linea BMT Brighton. Nel 2014 è stata utilizzata da 838 970 passeggeri.
È servita dalla linea Q Broadway Express, sempre attiva.